# Diego Martín Rodríguez
Diego Martín Rodríguez, vollständiger Name Diego Martín Rodríguez Berrini (* 4. September 1989 in Montevideo) ist ein uruguayischer Fußballspieler.

## Karriere

### Verein
Der 1,70 Meter große, „Torito“ genannte Mittelfeldakteur stand mindestens ab der Clausura 2009 im Erstligakader Defensors. Ab diesem Zeitpunkt absolvierte er 87 Spiele in der Primera División und erzielte vier Treffer. Zudem kam er mindestens achtmal in der Copa Libertadores (ein Tor) und viermal in der Copa Sudamericana (ein Tor) zum Zuge. Im Januar 2013 wechselte er für sechs Monate auf Leihbasis zum italienischen Erstligisten Udinese Calcio, der sich zudem eine Kaufoption sicherte. In der Serie A kam er jedoch lediglich zu einem Einsatz. Mit Ablauf des Leihvertrages endete seine Zeit in Italien. Zur Spielzeit 2013/14 wechselte er – abermals im Rahmen eines Leihgeschäfts – nach Argentinien zu Godoy Cruz. Bei den Argentiniern absolvierte er 49 Ligaspiele (zwei Tore), zwei Partien in der Copa Sudamericana und einen Einsatz in der Copa Argentina. Mitte Januar 2015 wurde er zu CA Independiente transferiert. Bislang (Stand: 21. Februar 2017) lief er dort in 36 Erstligabegegnungen auf und schoss ein Tor. Zudem kam er in zwei Partien (kein Tor) der Copa Argentina und vier Spielen (kein Tor) der Copa Sudamericana 2016 zum Einsatz.

### Nationalmannschaft
Rodríguez feierte sein Debüt in der uruguayischen U-20 Auswahl unter Trainer Diego Aguirre am 19. Dezember 2008 im Freundschaftsspiel gegen Chile. Insgesamt lief er 14-mal für dieses Team auf. Er gehörte dem uruguayischen Aufgebot bei der U-20 Weltmeisterschaft 2009 und bei der U-20-Südamerikameisterschaft jenes Jahres an. Bei den beiden Turnieren bestritt er drei bzw. fünf Partien. Bei den Panamerikanischen Spielen 2011 gewann er mit der Celeste die Bronzemedaille. Fünfmal kam er dort nach seinem Debüt am 21. Oktober 2011 zum Einsatz. 2012 nahm Rodríguez mit der Olympiamannschaft Uruguays an den Olympischen Sommerspielen in London teil. Fünfmal lief er seit seinem Debüt am 25. April 2012 (gegen Ägypten) für die Olympiamannschaft auf.
Zudem wurde er bereits zweimal für Partien der A-Nationalmannschaft in den Kader berufen.

## Erfolge
- Bronzemedaille Panamerikanische Spiele 2011